# 753 Tiflis
A 753 Tiflis (ideiglenes jelöléssel 1913 RM) a Naprendszer kisbolygóövében található aszteroida. Grigory Neujmin és Belyavskij, M. fedezte fel 1913. április 30-án.